# Karl-Lothar Schulz
Karl-Lothar Schulz (Königsberg, 30 aprile 1907 – Wiesbaden, 26 settembre 1972) è stato un generale tedesco durante la seconda guerra mondiale.

## Biografia

### I primi anni e l'inizio della carriera
Schulz, figlio di un cantore, nacque il 30 aprile 1907 a Königsberg nell'allora Regno di Prussia (Impero tedesco), sul Mar Baltico. Frequentò il Wilhelms-Gymnasium dove si diplomò ottenendo il suo Abitur (diploma).

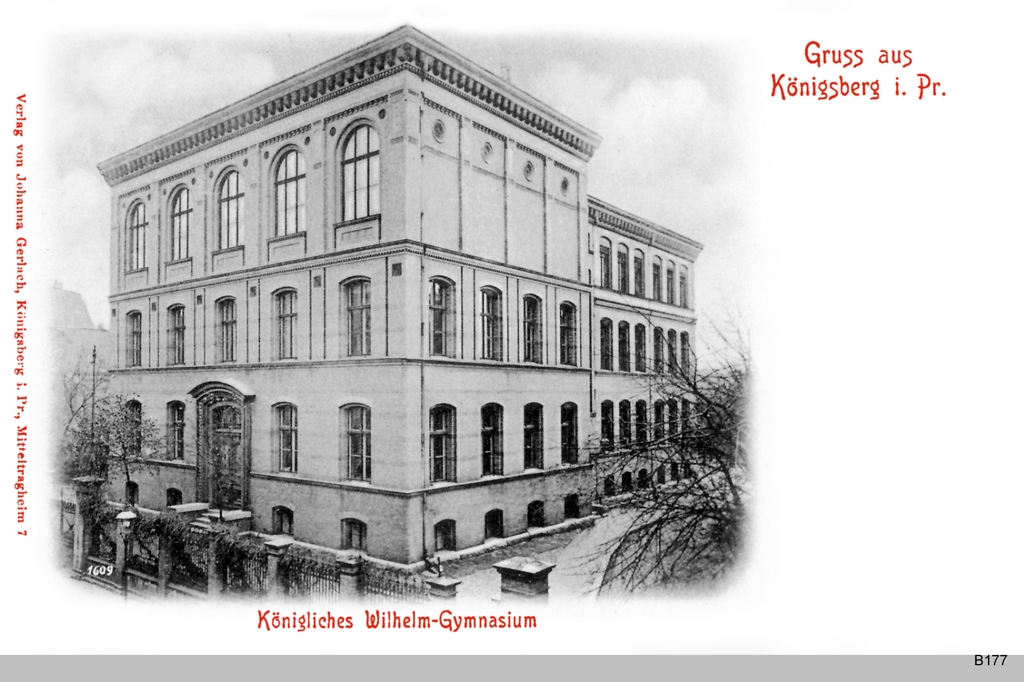
Schulz frequentò il Wilhelms-Gymnasium di Königsberg.

Entrò nell'esercito poco dopo aver lasciato la scuola, permanendo nell'arma d'artiglieria per breve tempo. Entrò nel corpo di polizia nel 1925 e nel 1933 venne trasferito al nuovo corpo del Polizei Abteilung z.b.V. Wecke, la divisione d'élite di Hermann Göring. Ottenne nel 1934 il grado di tenente e rimase con questa unità sino a quando non venne ridenominata Landespolizeigruppe. Nel settembre del 1935 venne trasferita alla Luftwaffe.
Göring decise che tra le sue nuove truppe d'élite dovesse esserci un corpo di uomini addestrati come parà, di cui appunto Schulz fu tra i primi. Questa prima formazione andrà a formare il IV. Battalion/Regiment "General Göring".
Nel marzo del 1938, un'ulteriore riorganizzazione del IV. Battalion separò il reggimento che divenne il I. Battalion del nuovo Fallschirmjäger-Regiment 1. Dal 1940 Schulz venne promosso a comandante della compagnia e prestò servizio anche come comandante del III. Battalion/ Fallschirmjäger-Regiment 1.

### La seconda guerra mondiale
Durante la campagna dell'ovest, Schulz ed i suoi uomini vennero paracadutati nei Paesi Bassi per prendere possesso dell'aeroporto di Waalhaven presso Rotterdam, di modo da spianare la strada ad altre truppe da sbarco tedesche. L'aeroporto era difeso da un battaglione di truppe olandesi supportate da una batteria AA con cannoni 7.5 cm, due veicoli armati leggeri (Vickers) e da un plotone di mitraglie antiaeree con cannoni 2 cm. I difensori olandesi aprirono il fuoco sulle truppe tedesche, le quali però subirono sollo perdite minime. Poco dopo l'atterraggio dei parà, elementi delle due compagnie del Infanterie-Regiment 16 (22. Infanterie-Division) giunsero sulla scena a fornire il supporto necessario, e fu col loro aiuto che Schulz poté occupare l'aeroporto.
La RAF attaccò le posizioni tedesche con sei bombardieri leggeri, prima che questi venissero scacciati dalla Luftwaffe che ne abbatté uno. Un ulteriore contrattacco olandese avvenne nella prima notte di battaglia, venendo ad ogni modo represso in breve tempo. La notte successiva la RAF portò avanti un nuovo e più potente raid - questa volta con sei Vickers Wellington - causando non pochi danni al materiale tedesco paracadutato, ma non riuscendo ancora a piegare le forze sbarcate.
Il secondo giorno dell'invasione, Schulz ed il suo III Battalion (del 1.Fallschirmjaeger Regiment) vennero trasferiti nelle aree di Dordrecht, dove il gruppo rimase coinvolto in una serie di schermaglie con gli olandesi per mantenere delle teste di ponte. Il terzo giorno dell'invasione la 9th Panzerdivision attraversò i ponti a Moerdijk ricollegandosi dunque con le altre truppe tedesche dell'area.
Durante il suo comando del III./Fjr.1 nei Paesi Bassi la campagna militare condotta da Schulz venne accusata di aver infranto più volte le leggi internazionali tra cui abuso dei prigionieri e di aver usato gli stessi prigionieri come scudi umani per indurre alla resa il battaglione di fanteria olandese che li stava attaccando.
Per il valore dimostrato nella delicata operazione che ebbe successo, Schulz venne decorato della croce di Cavaliere dell'Ordine della Croce di Ferro il 24 maggio 1940.
Il 19 luglio 1940 venne promosso maggiore e prese parte alla Battaglia di Creta, spostandosi successivamente con notevoli distinzioni sul Fronte Orientale, dapprima come comandante di battaglione e poi di reggimento. Il 20 aprile 1944 ottenne la promozione a colonnello e l'assegnazione delle foglie di quercia alla sua decorazione. Promosso al comando della 1ª divisione paracadutisti, combatté in Italia sulle teste di ponte Anzio-Nettuno ed a Monte Cassino. Il 18 novembre ricevette le spade in aggiunta alla sua decorazione. Promosso maggiore generale il 17 gennaio 1945, dopo la fine della guerra si ritirò a vita privata.
Karl-Lothar Schulz morì per cause naturali il 26 settembre 1972 a Wiesbaden.